# HIDALGO Festival
HIDALGO Festival für junge Klassik (Le Festival HIDALGO de jeune musique classique) est un festival annuel de musique classique à Munich, en Allemagne, qui a eu lieu pour la première fois en 2018. Il tire son nom de la Lied « Der Hidalgo » de Robert Schumann.

## Programme
Depuis 2018, le festival HIDALGO pour jeune musique classique a lieu chaque année à Munich en fin d’été et en automne. Les représentations, dont le programme met l’accent sur le Kunstlied (un genre du Lied) et la musique vocale, présentent des productions propres pluridisciplinaires et des artistes internationaux. Dans le cadre du format Street Art Song, il y a jusqu’à 40 chanteurs et pianistes qui se produisent chaque année en une journée dans une centaine de mini-concerts à travers tout Munich.
Dans ses productions, HIDALGO associe notamment la musique classique à des installations sonores et de vidéo, aux arts visuels et numériques, à la performance, au théâtre, à la danse, au sport, à la poésie slam, à la musique de rue, à la musique de chambre et à la musique électronique de danse. Le travail interdisciplinaire combine différentes formes d’art de mises en scène, d’installations et de théâtre musical.
L’accent musical est mis sur le Lied et la musique vocale. Les chants et les cycles sont joués de l’époque classique et romantique (par exemple de Ludwig von Beethoven, Franz Schubert, Robert Schumann et Hugo Wolf) en plus de l’époque moderne classique (par exemple de Benjamin Britten, Hanns Eisler, Dmitri Chostakovitch et Igor Stravinsky) ainsi que de nouvelles compositions.
Il est rare que les installations soient jouées dans des salles de concert ordinaires. Jusqu’à présent, les lieux de représentation ont été, entre autres, des boîtes de nuit, des musées de chasse, des collections de sculptures, des salons de coiffure, des salles d’escalade de bloc, des studios de boxe, des usines de béton, des halls d’hôtels et des parkings,.

## Réception, représentations et coopérations
Selon le magazine allemand de musique classique Crescendo, le festival est « l’un des festivals de musique classique jeunes et innovants les plus passionnants au monde, axé sur le Chant (Lied). » En 2020, le jury de la Fondation culturelle du Bund a résumé l’approche de la manière suivante : « Les frontières entre les genres et les catégories artistiques sont abolies, la haute culture rencontre la niche. » Le festival a reçu la même année « l’étoile culturelle de l’année » du journal Abendzeitung dans la catégorie « musique classique. »
HIDALGO présente ses productions créées lors du festival à des spectacles en tournées et développe des projets artistiques au-delà du festival. Après sa première à Munich en 2020, le Salon de Box HIDALGO, un théâtre musical avec du Chant et des boxeurs, a été invité au ID Festival Berlin, à la série Kammermusik Plus (musique de chambre) de la ville de Lahr ainsi qu’au festival de musique Mozartfest à Augsburg,.

## Thèmes
HIDALGO accueille en priorité de jeunes artistes qui ont déjà réussi à se produire sur de grandes scènes ou qui sont sur le point de le faire comme notamment Anna-Doris Capitelli, Caronlina Eyck, Daniel Gerzenberg, Johannes Kammler, Mirjam Mesak, Idunnu Münch, Johanna Pichlmair, Manuel Walser ou encore Jonathan Ware.
Sous la direction du metteur en scène Tom Wilmersdörffer, le HIDALGO Kollektiv développe des idées et des productions artistiques pour son propre festival et pour d’autres festivals, musées, salles de concert et théâtres.
Depuis 2019, HIDALGO Festivalorchester (l’orchestre du festival HIDALGO), fondé par la chef d’orchestre Johanna Malangré, donne des concerts dans le cadre du festival. Il se compose entre autres de membres et d’académiciens de l’Orchestre philharmonique de Munich, de Bayerisches Staatsorchester (l’Orchestre résident de l'opéra d'État de Bavière ) et de l’Orchestre symphonique de la Radiodiffusion bavaroise. Le répertoire met l’accent sur la musique classique moderne, interprétée dans des lieux tels que des boîtes de nuits électronique, des salles de bloc ou des halls industriels. Lors des représentations, le public est placé près de l’orchestre, voire entre eux,.

## Organisation
HIDALGO est dirigé par le journaliste Philipp Nowotny et le metteur en scène Tom Wilmersdörffer. Wilmersdörffer, dont l'idée est à l'origine du festival, en est le directeur artistique. La directrice musicale est la chef d’orchestre Johanna Malangré, qui est également la directrice musicale désignée de l’Orchestre de Picardie à Amiens,.
Derrière le festival et les autres productions d'HIDALGO se trouve une équipe en grande partie bénévole - aux heures de pointe pendant le festival annuel, environ 150 personnes sont impliquées. L'organisme responsable est la société à but non lucratif HIDALGO gGmbH, fondée en 2019 et codirigée par Philipp Nowotny et Tom Wilmersdörffer. L'association HIDALGO Community e.V., fondée en 2016, fait office de cercle d'amis. Le festival  est parrainée par le baryton Christian Gerhaher.
HIDALGO compte parmi ses promoteurs de projets des institutions publiques telles que la Kulturstiftung des Bundes, le Fonds Soziokultur, l'État libre de Bavière, le district de Haute-Bavière, la capitale du Land de Munich et les comités de District de Munich, ainsi que diverses fondations telles que la fondation Alfred-Toepfer, la Allianz Kulturstiftung, la Edith-Haberland-Wagner-Stiftung, la Kulturstiftung der Stadtsparkasse München et la Rudolf Augstein Stiftung.

## Récompenses
- 2022 : Label EFFE de l'Association européenne des festivals de musique[17]
- 2021 : Label EFFE de l'Association européenne des festivals[18]
- 2020 : Etoile culturelle de l'année du journal Abendzeitung[7]
- 2020 : Subvention de la Fondation culturelle de l'Etat fédéral[6]
- 2019 : Bourse de projet jeune art / nouveaux médias pour la musique de la Capitale du Land de Munich (Tom Wilmersdörffer, mise en scène)

## Voir Aussi